# Dansar aldrig nykter
"Dansar aldrig nykter" är en poplåt skriven av Magnus Uggla och Anders Henriksson och framförd av Magnus Uggla på albumet Alla får påsar 1993.
Singeln placerade sig som högst på 40:e plats på den svenska singellistan. Melodin testades på Trackslistan, där den låg i 12 veckor under perioden 13 november 1993–22 januari 1994. Den testades även på Svensktoppen, där den låg i elva veckor under perioden 29 januari–9 april 1994, med andraplats som högsta placering där.
Magnus Uggla skrev 2002 att han gillar när de spelar låten och publikhavet hoppar  .
I sångtexten speglas även samtiden då techno var en ny musikgenre.
Sångtiteln kommer av "Nemo enim fere saltat sobrius, nisi forte insanit" ("Ingen dansar nykter, såvida han inte är vansinnig"), ett citat av romaren Cicero.

## Listplaceringar
| Lista (1994) | Position |
| ------------ | -------- |
| Sverige      | 40       |